# P!NK
P!NK（ピンク、1979年9月8日 - ）は、アメリカ合衆国のシンガーソングライター。身長163cm。本名はアレシア・ベス・ムーア（Alecia Beth Moore）。

## 来歴

### 幼少時代
ペンシルベニア州、フィラデルフィアに生まれる。
父は、ベトナム退役軍人。幼い頃から、彼女にボブ・ディランなどの曲をギターで弾いて聴かせてくれていた。その影響でP!NKは歌手を志すようになる。音楽好きな父親から色々と音楽を教えてもらったようで、ボブ・ディランやジャニス・ジョプリン、ジミ・ヘンドリックスなどの古いロックなどを好むようになる。しかし、7歳の頃に両親が離婚。尊敬していた父親が家を出て行ってしまった。
母親は彼女の夢を全く理解してくれなかったようで、彼女が高校を中退した際に、家から追い出したという。

### デビューまでの過程
ティーンの頃にナイトクラブへ顔を出すようになり、ほとんどの時間をダンスフロアやステージで費やすようになっていく。彼女はそのクラブで、スクラッチと言う名のダンサー（後のザ・ルーツのメンバー、スクラッチ）に出会い、彼の所属するラップグループでバッキング・ボーカルをやらせてもらうようになる。その後、毎週金曜日にはクラブでレギュラータイムをもらい、メアリー・J. ブライジの曲などを歌うようになる。
本格的に作曲を始めたのは14歳の頃で、スタジオに入ってデモテープの制作も始めていた。
ある日、R&Bグループのシンガーを探していたあるレコード会社のA&Rがクラブを訪れ、彼女を気に入り、「BASIC INSTINCT(ベーシック インスティンクト)」というグループのオーディションを受けるよう彼女に勧める。
オーディションに合格したものの、グループはすぐに空中分解、その後、当時LA.リードが社長を務める、LA Faceレコードが契約した「チョイス (Choice)」というグループに抜擢されたが、このグループもデビュー直前まで漕ぎ付けながらあえなく解散してしまった。
しかし、これがきっかけでLA.リードと知り合ったP!NKは、彼に自分の作ったデモテープを聴かせたところ気に入られ、デビューすることになった。

### デビュー以後
2000年初頭、P!NKはベイビーフェイスやシェイクスピアなどのR&B界を代表するプロデューサーたちを招いてアルバムの制作を開始した。
デビュー・シングル「ゼアー・ユー・ゴー」は全米で7位を獲得、続けてリリースしたセカンド・シングル「モスト・ガールズ」は、全米4位を記録した。
アルバム『キャント・テイク・ミー・ホーム』は、アメリカでビルボードアルバムチャートに連続59週間チャートインし、カナダ、オーストラリアでダブル・プラチナム、イングランドでもプラチナ・ディスクを記録。
2001年に入り、クリスティーナ・アギレラ、リル・キム、マイアと歌ったミッシー・エリオットのプロデュース映画、『ムーラン・ルージュ』の主題歌「レディ・マーマレイド」（パティ・ラベルのカヴァー）が全米シングルチャートで5週連続1位、グラミー賞を獲得。
なおこの曲は2001年のMTVのVIDEO MUSIC AWARDにおいて、VIDEO OF THE YEARとBEST VIDEO FROM A FILMの2部門を受賞した。
同年の11月20日、2ndアルバム『ミスアンダストゥッド』をリリース。
このアルバムに収録されているほとんどの曲を、元4NonBlondsのリンダ・ペリーと共同制作。
これまでのR&Bテイストに変わって、先行シングル「ゲット・ザ・パーティー・スターテッド」に象徴されるような、ファンキーなテイストのロックが中心となっている。Billboard誌初回登場8位、世界中で1,200万枚をセールスし、発売日から数日でプラチナアルバムという偉業を成し遂げた。
2003年11月には、3rdアルバム『トライ・ディス』をリリース。前作に引き続きリンダ・ペリー、そして新たにランシドのティム・アームストロングも参加。前作以上にロック色濃い作品となった。この作品からのシングルカット「トラブル」は、「レディ・マーマレイド」以来、ソロとしては初のグラミー賞を獲得。
2006年、3年振りの4thアルバム『アイム・ノット・デッド』をリリース。マックス・マーティンとブッチ・ウォーカーがプロデューサーとして参加し、サウンドが更に重厚になった。ボーナストラックに、実父とのデュエット曲も収録されている。
2007年、映画『カタコンベ』に、アリシア・ムーア（P!nk）名義で主人公の姉キャロリン役として出演。
2008年、5thアルバム『ファンハウス』をリリース。1stシングル「ソー・ホワット」は、自身のソロとして初の全米1位となった。
2011年、フジテレビ系列ドラマ「大切なことはすべて君が教えてくれた」の劇中使用曲として、一部の楽曲が『グレイテスト・ヒッツ』から使用されている。
2011年6月2日、夫のケアリー・ハートとの間に女児を出産した（ツイッターで告白）。
2012年9月に、約4年ぶりとなる6thアルバム『トゥルース・アバウト・ラヴ』をリリースした（日本でのリリースは10月）。世界中で700万枚以上を売り上げるヒットとなる。
このアルバムからのファースト・シングルは『ブロウ・ミー（ワン・ラスト・キス）』。Billboardはこのシングルを「4文字ワードを連発するP!NKお得意のリリック・スタイルや、彼女の歌唱力があるからこそ実現できる急激な音程チェンジ満載の楽曲に仕上がっている」と評価

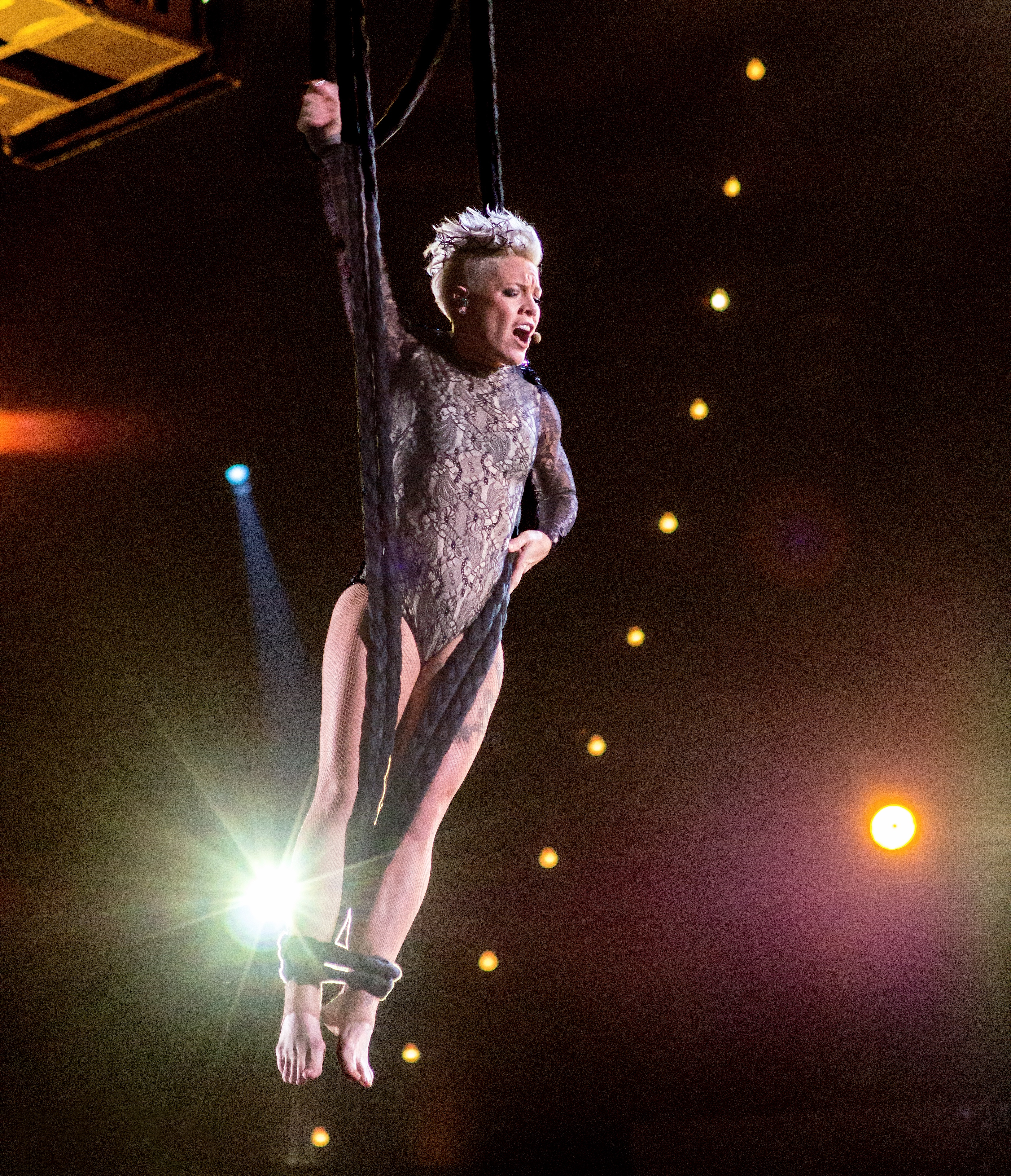
2014年

2013年2月にリリースされた『ジャスト・ギブ・ミー・ア・リーズン』は世界中で1位を記録する大ヒットとなり（アメリカでは3週連続）、グラミー賞にもノミネート。キャリア13年目にして彼女の新たな代表曲となった。
2015年9月には約3年ぶりの新曲で、エレンの部屋・第13シーズンのテーマソングにもなった『トゥデイズ・ザ・デイ』をリリース。オーストラリアでゴールド認定を受けるヒットとなる。
2016年4月に映画『アリス・イン・ワンダーランド/時間の旅』の主題歌『ジャスト・ライク・ファイア』をリリース。オーストラリアでは『ジャスト・ギブ・ミー・ア・リーズン』以来3年ぶりの1位に輝き、アメリカでも10位を記録するなどの世界的大ヒット作となる。
2017年10月には7thアルバム『ビューティフル・トラウマ』をリリース。自身初の英米両国での1位を記録するとともに、アメリカでは初週で約408,000枚相当を売り上げ、2017年に発売された女性アーティストによる作品としては1位となる（純セールスでは男女含め1位）。

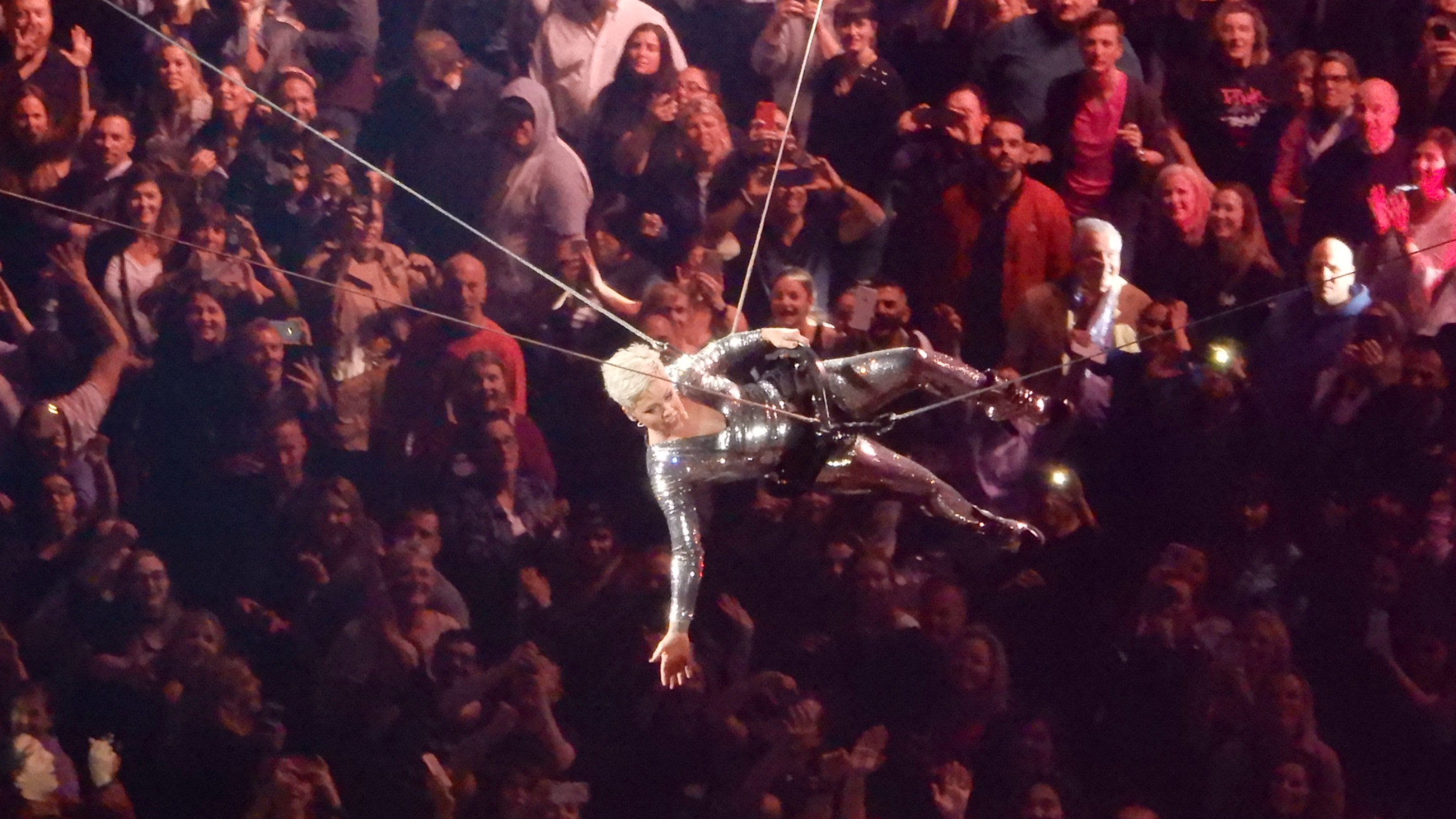
2018年

2018年の第52回スーパーボウルでは試合前のアメリカ国歌の斉唱を行った。本人はこの時体調不良だったが、自身の地元が本拠地であるフィラデルフィア・イーグルスが出場していることこともあり「この栄誉を他の人に渡すわけにはいかない」と歌うことを決断した。尚、試合はイーグルスが勝利し、チーム史上初のスーパーボウル制覇を達成した。
2019年2月にはハリウッドで殿堂入りを果たし、ハリウッド・ウォーク・オブ・フェイムにその名が刻まれた。
さらに同月、イギリス最大級の音楽賞であるブリット・アワードにイングランド・アイルランド以外のインターナショナルアーティストとして初の功労賞を受賞する。この賞を女性が受賞するのも初のことである。
4月には8thアルバム「ハーツ・トゥービー・ヒューマン」をリリース。全世界のiTunesランキングで1位を獲得する。さらに米国のビルボード・チャートでは自身3作目となる1位を獲得。
2020年3月後半、3歳の息子ジェイムソンと共に2019新型コロナウイルスの感染症状が現れたため病院で検査を行っている。検査の結果ピンクは陽性であった。このため医師の助言に従い自宅療養を行い、4月2日に行った再検査の結果陰性であることが自身のツイッター上で公表された。同時に全員がコロナウイルス検査を受けることが出来ない現状に対し政府を批判しており、医療従事者であった母ジュディが18年勤務していたテンプル大学病院基金とロサンゼルス市が設立したコロナウイルス緊急基金に関し50万ドル（約5420万円）の寄付を行っている。

## 人物
元々の髪色はブロンドである。

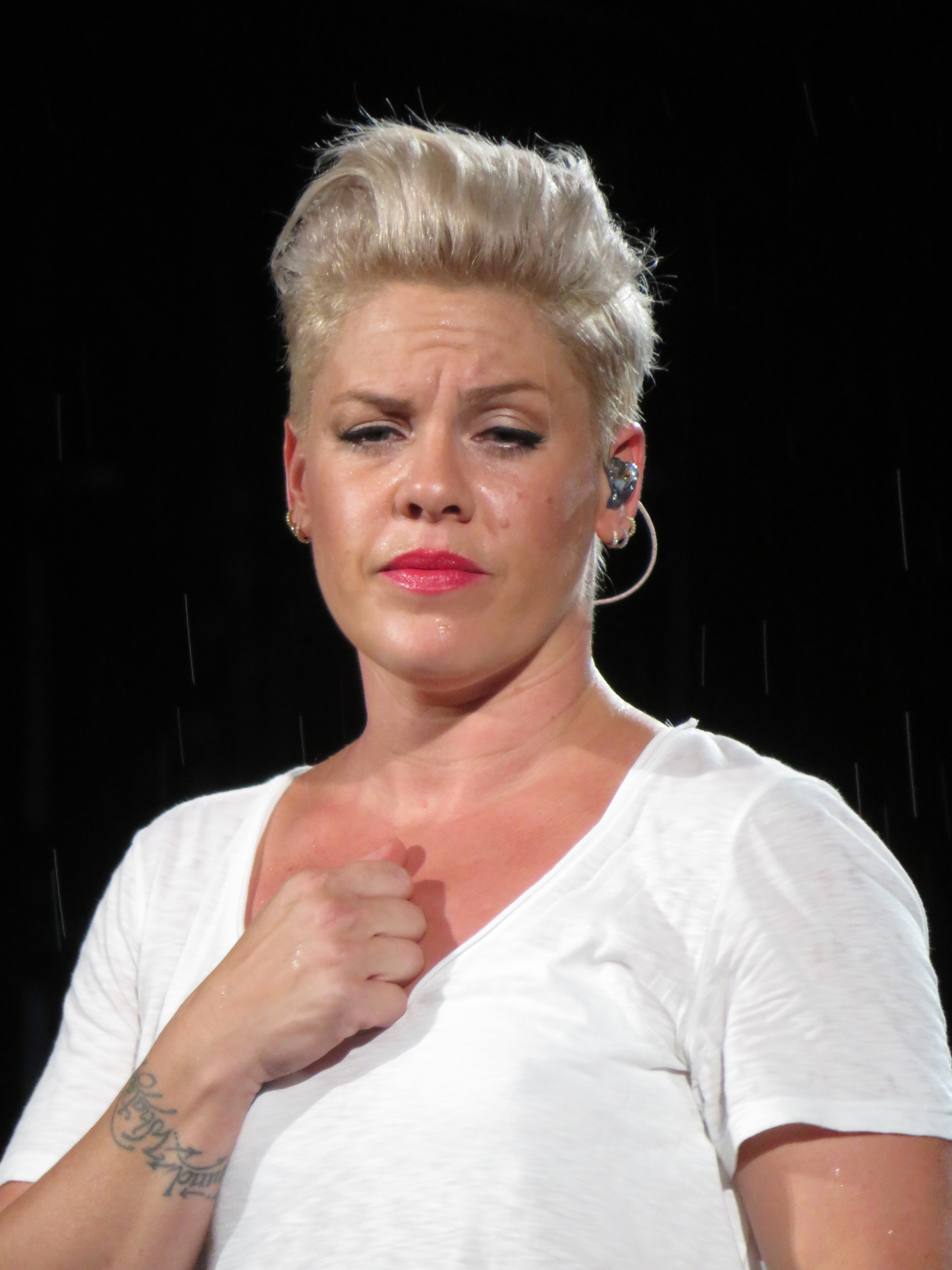
2019年

芸名の由来は、髪色をピンクに染めていたから。他に、子供の頃ズボンを下げられて顔が真っ赤（ピンク）になったため、あだ名がピンクになった、という話もある。しかしこれらは建前で、ピンク自身がテレビで、「親友のゲイの男の子に、『女の子のアソコを見たことがないから見せて』とせがまれて仕方なく見せたら、『女の子のはピンクなんだ』と言われたのが始まり」と語っている。2009年5月にバイセクシャルであることを公表したとされたが、本人はこれをTwitter上で否定した。
ヘロインの中毒者だった過去がある。『アイム・ノット・デッド』収録曲の『フー・ニュー』は薬物のオーバードースで亡くなった友人のことを歌った曲である。

## 私生活
私生活では、モトクロスレーサーのケアリー・ハートと出会う。きっかけは、P!NKがモトクロスを観戦しに行った時にケアリーが16もの骨折をしたこと。当初は、「（怪我ばかりする様な不安な職種の）レーサーとは結婚しない」と思っていたと言う。しかしその後再会した2人はすぐに意気投合し、交際する。が、直後に2年間の世界ツアーの予定が入り、淋しくてバスルームで泣くこともしばしばで、会えないことにより喧嘩別れに。そうする間に、またケアリーがレース中の事故を起こす。一方P!NKは様々な男性とパパラッチされる。彼女はケアリーを思い、コッソリしていたつもりだったと言う。ケアリーはその行為を腹が立ったと後に語っていたが、その後ケアリーの復帰レースをP!NKは観戦に行き、ボードに「私と結婚してくれない?」と書きレース中でもある中OKをし抱き合う2人。挙式。しかし再度P!NKの忙しさから逢えなくなり、仲違い。その後PiNKは「ソー・ホワット」のミュージック・ビデオで彼を出演させる。彼女はネタとして「旦那が居なくなったのよ～って歌うとウケるでしょ」と言っていたが、実は「PVに出演してもらえれば私の気持ちも分かるだろうし、逢えるから嬉しかった。私達は10年逢わなくても同じ気持ちで居られるはずだから」と語っていた。今では仲が戻ったようで、ピンクのライブでサプライズとして、ケアリーは、突然ステージに上がり、ストリップを始めた。それを見て、ピンクは大笑いしたようである

## 発言

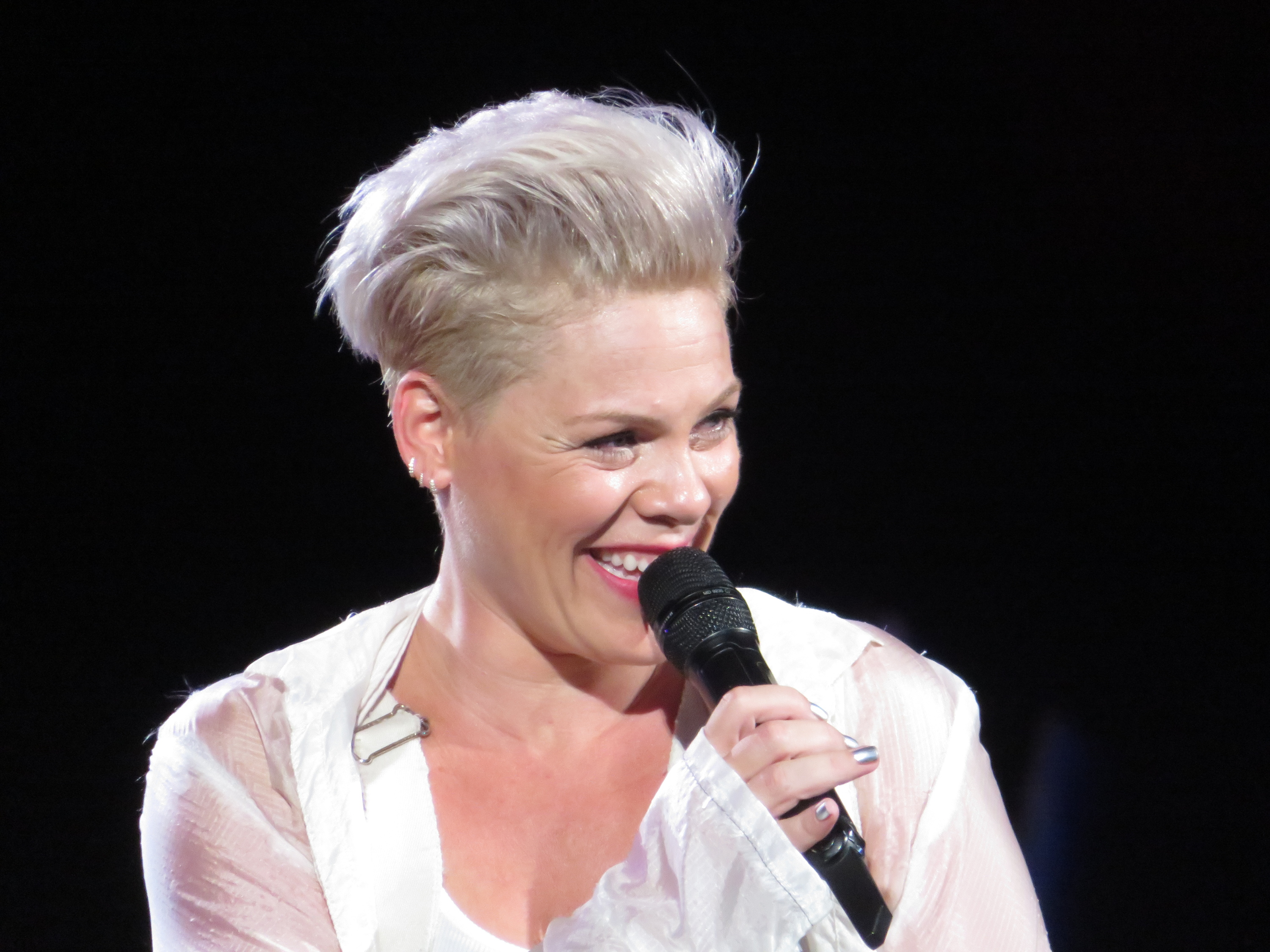
2019年

世間の過剰なまでのセレブリティ崇拝を批判している。「Stupid Girls」のPVでは、具体的な名前は挙げていないが、明らかにジェシカ・シンプソン、メアリー・ケイト・オルセン、50セントと踊るブリトニー・スピアーズ、パリス・ヒルトンのセックスビデオなどをパロディにしているのが分かり、この皮肉たっぷりのミュージック・ビデオは話題を集めた。
動物愛護団体PETAを支援しており、以前、イギリス女王エリザベス2世に手紙を出し、近衛兵の帽子を熊の毛皮からフェイク・ファーに変えるよう懇願したこともある。そのため、動物愛護団体に非難されながらも、本物の毛皮を着続けるビヨンセを「残酷な習慣ってものもあるのよ。セレブリティは、自分が毛皮を着てる事でどんなメッセージを発してるのか責任を持つべきだわ。（毛皮を着る事を）問題ないとか、かっこいいって思ってるかもしれないけど、大間違いよ。何の毛皮を着てるのか知らないけど、ビヨンセがその動物から襲われればいいのにって思うわ」と非難した。
クリスティーナ・アギレラらと共演した「レディー・マーマレード」のミュージック・ビデオについて作るのが楽しくなかったと2023年のバズフィードのインタビューの中で明かし、「現場には様々な個性がいた。キムとマイアは良い人達だった。」とコメントし、アギレラの名前だけ挙げなかったことで憶測を呼んだ。2017年にもアギレラがアメリカン・ミュージック・アワードでホイットニー・ヒューストンのトリビュート・パフォーマンスを披露した際、カメラに抜かれたピンクの表情が苦々しいといわれ話題になったが、これについては「クリスティーナの才能に感動していたのよ」としている。
一方で、スキャンダルが絶えないブリトニーに声援を送ったこともある。ちなみに、ビヨンセとブリトニーとは、ペプシコーラのテレビCMで共演した。

## 影響を受けたアーティスト
2014年、ビルボードの「ウーマン・オブ・ザ・イヤー」を受賞した際、スピーチでティナ・ターナー、シェール、シャーデー、ジャネット・ジャクソンの名前を挙げ、「彼女たちは誰とも比較できない、彼女達は生涯に渡って伝説的なアーティスト達だ」と称えた。2001年にはMTVの企画でジャネットの「ミス・ユー・マッチ」「リズム・ネイション」のダンスの振り付けを完全コピーして披露したこともある。
マドンナの大ファンであるが、初めて共演した際に無神経なジョークをマドンナに対して発言したことで、それからマドンナが自分の事を嫌っていると思っている。しかし「マドンナがたまらなく大好きだし、何があってもそれは変わらない」とも述べている。

## ディスコグラフィ

### アルバム

#### スタジオアルバム
| 年                                        | タイトル             | アルバム詳細 | チャート最高位 | チャート最高位 | チャート最高位 | チャート最高位 | チャート最高位 | チャート最高位 | チャート最高位 | チャート最高位 | チャート最高位 | チャート最高位 | 認定 |
| 年                                        | タイトル             | アルバム詳細 | US             | AUS            | AUT            | CAN            | FRA            | GER            | IRE            | NLD            | NZ             | UK             | 認定 |
| ----------------------------------------- | -------------------- | --- | -------------- | -------------- | -------------- | -------------- | -------------- | -------------- | -------------- | -------------- | -------------- | -------------- | --- |
| 2000                                      | Can't Take Me Home   | - 発売日: 2000年4月4日 - レーベル: LaFace, Arista - フォーマット: CD, cassette, digital download - 全米売上: 200万枚     | 26             | 10             | —              | 20             | —              | 85             | 23             | 58             | 12             | 13             | - US: 2× プラチナ - AUS: 2× プラチナ - CAN: 2× プラチナ - NZ: プラチナ - UK: プラチナ                                                                              |
| 2001                                      | Missundaztood        | - 発売日: 2001年11月20日 - レーベル: LaFace, Arista - フォーマット: CD, cassette, digital download - 全米売上: 562.8万枚 | 6              | 14             | 4              | 5              | 17             | 5              | 1              | 5              | 4              | 2              | - US: 5× プラチナ - AUS: 4× プラチナ - AUT: プラチナ - CAN: 5× プラチナ - GER: 2× プラチナ - JPN: プラチナ - NZ: 4× プラチナ - UK: 6× プラチナ                     |
| 2003                                      | Try This             | - 発売日: 2003年11月11日 - レーベル: LaFace, Arista - フォーマット: CD, digital download - 全米売上: 100万枚             | 9              | 8              | 2              | 8              | 12             | 2              | 8              | 8              | 24             | 3              | - US: プラチナ - AUS: 2× プラチナ - AUT: プラチナ - CAN: プラチナ - GER: 3× ゴールド - NZ: ゴールド - UK: プラチナ                                                 |
| 2006                                      | I'm Not Dead         | - 発売日: 2006年4月4日 - レーベル: LaFace, Zomba - フォーマット: CD, digital download - 全米売上: 150万枚                | 6              | 1              | 1              | 2              | 7              | 1              | 9              | 5              | 1              | 3              | - US: プラチナ - AUS: 11× プラチナ - AUT: 2× プラチナ - CAN: プラチナ - FRA: プラチナ - GER: 7× ゴールド - IRE: 3× プラチナ - NZ: 2× プラチナ - UK: 4× プラチナ    |
| 2008                                      | Funhouse             | - 発売日: 2008年10月28日 - レーベル: LaFace, Zomba - フォーマット: CD, digital download - 全米売上: 196万枚              | 2              | 1              | 3              | 3              | 4              | 2              | 2              | 1              | 1              | 1              | - US: 2× プラチナ - AUS: 11× プラチナ - AUT: 3× プラチナ - CAN: 3× プラチナ - FRA: プラチナ - GER: 4× プラチナ - IRE: プラチナ - NZ: 3× プラチナ - UK: 4× プラチナ |
| 2012                                      | The Truth About Love | - 発売日: 2012年9月18日 - レーベル: RCA - フォーマット: CD, LP, digital download - 全米売上: 92万枚                      | 1              | 1              | 1              | 1              | 4              | 1              | 3              | 2              | 1              | 2              | - US: 3× プラチナ - AUS: 9× プラチナ - AUT: プラチナ - CAN: 6× プラチナ - FRA: プラチナ - GER: 5× ゴールド - IRE: プラチナ - NZ: 3× プラチナ - UK: 2× プラチナ     |
| 2017                                      | Beautiful Trauma     | - 発売日: 2017年10月13日 - レーベル: RCA - フォーマット: CD, LP, digital download - 全米売上: 38.4万枚                   | 1              | 1              | 1              | 1              | 2              | 2              | 1              | 1              | 1              | 1              | - AUS: 2× プラチナ - NZ: ゴールド - UK: シルバー |
| 2019                                      | Hurts 2B Human       | - 発売日: 2019年4月26日 - レーベル: RCA - フォーマット: CD, LP, digital download                                         | 1              | 1              | 2              | 1              | 7              | 2              | 1              | 1              | 1              | 1              | - AUS: ゴールド - UK: ゴールド - NZ: ゴールド |
| 2023                                      | Trustfall            | - 発売日: 2023年2月17日 - レーベル: RCA - フォーマット: CD, digital download                                             | 2              | 1              | 1              | 1              | 2              | 1              | 2              | -              | 1              | 2              | |
| "—"は未発売またはチャート圏外を意味する。 |                      | |                |                |                |                |                |                |                |                |                |                | |

#### コンピレーションアルバム
| 年                                        | タイトル                           | アルバム詳細 | チャート最高位 | チャート最高位 | チャート最高位 | チャート最高位 | チャート最高位 | チャート最高位 | チャート最高位 | チャート最高位 | チャート最高位 | チャート最高位 | 認定 |
| 年                                        | タイトル                           | アルバム詳細 | US             | AUS            | AUT            | CAN            | FRA            | GER            | IRE            | NLD            | NZ             | UK             | 認定 |
| ----------------------------------------- | ---------------------------------- | --- | -------------- | -------------- | -------------- | -------------- | -------------- | -------------- | -------------- | -------------- | -------------- | -------------- | --- |
| 2005                                      | Missundaztood / Can't Take Me Home | - 発売日: 2005年9月5日 - レーベル: Sony BMG - フォーマット: CD                                                       | -              | -              | —              | -              | —              | -              | -              | -              | -              | -              | - UK: ゴールド |
| 2007                                      | Pink Box                           | - 発売日: 2007年12月2日 - レーベル: Sony BMG - フォーマット: CD                                                      | -              | 13             | -              | -              | -              | -              | -              | -              | -              | 7              | - UK: ゴールド |
| 2010                                      | Greatest Hits... So Far!!!         | - 発売日: 2010年11月19日 - レーベル: LaFace, Jive - フォーマット: CD, CD/DVD, digital download - 全米売上: 115.6万枚 | 5              | 1              | 4              | 4              | 8              | 3              | 8              | 3              | 1              | 5              | - US: プラチナ - AUS: 7× プラチナ - AUT: ゴールド - CAN: 2× プラチナ - GER: プラチナ - IRE: プラチナ - NZ: 2× プラチナ - UK: 3× プラチナ |
| 2011                                      | P!nk: The Album Collection         | - 発売日: 2011年1月7日 - レーベル: Sony Music - フォーマット: CD, digital download                                   | -              | -              | -              | -              | -              | -              | -              | -              | -              | -              | |
| 2015                                      | The Albums... So Far!              | - 発売日: 2015年10月23日 - レーベル: Sony Music - フォーマット: CD                                                   | -              | -              | -              | -              | -              | -              | -              | -              | -              | -              | |
| "—"は未発売またはチャート圏外を意味する。 |                                    | |                |                |                |                |                |                |                |                |                |                | |

### シングル
| 年                                        | タイトル                                                     | チャート最高位 | チャート最高位 | チャート最高位 | チャート最高位 | チャート最高位 | チャート最高位 | チャート最高位 | チャート最高位 | チャート最高位 | チャート最高位 | 認定 | 収録アルバム                    |
| 年                                        | タイトル                                                     | US             | AUS            | AUT            | CAN            | FRA            | GER            | IRE            | NLD            | NZ             | UK             | 認定 | 収録アルバム                    |
| ----------------------------------------- | ------------------------------------------------------------ | -------------- | -------------- | -------------- | -------------- | -------------- | -------------- | -------------- | -------------- | -------------- | -------------- | --- | ------------------------------- |
| 2000                                      | "There You Go"                                               | 7              | 2              | 26             | 6              | —              | 65             | 19             | 8              | 6              | 6              | - US: ゴールド - AUS: プラチナ - NZ: ゴールド                                                                               | Can't Take Me Home              |
| 2000                                      | "Most Girls"                                                 | 4              | 1              | —              | 2              | —              | —              | 15             | 23             | 2              | 5              | - AUS: プラチナ - NZ: ゴールド                                                                                              | Can't Take Me Home              |
| 2000                                      | "You Make Me Sick"                                           | 33             | 25             | —              | —              | —              | 88             | 30             | —              | 10             | 9              | - AUS: ゴールド | Can't Take Me Home              |
| 2001                                      | "Lady Marmalade" (with Christina Aguilera, Lil' Kim and Mýa) | 1              | 1              | 3              | 17             | 12             | 1              | 1              | 2              | 1              | 1              | - AUS: 2× プラチナ - NZ: プラチナ - UK: プラチナ                                                                            | Moulin Rouge!                   |
| 2001                                      | "Get the Party Started"                                      | 4              | 1              | 2              | 11             | 4              | 2              | 1              | 2              | 1              | 2              | - US: ゴールド - AUS: ゴールド - AUT: ゴールド - GER: ゴールド - NZ: ゴールド - UK: ゴールド                                | Missundaztood                   |
| 2002                                      | "Don't Let Me Get Me"                                        | 8              | 8              | 10             | 20             | 42             | 10             | 5              | 6              | 1              | 6              | - AUS: ゴールド | Missundaztood                   |
| 2002                                      | "Just Like a Pill"                                           | 8              | 97             | 2              | 4              | 29             | 2              | 2              | 6              | 2              | 1              | - AUT: ゴールド - UK: ゴールド                                                                                              | Missundaztood                   |
| 2002                                      | "Family Portrait"                                            | 20             | 11             | 11             | 30             | 23             | 8              | 5              | 5              | 5              | 11             | - AUS: ゴールド | Missundaztood                   |
| 2003                                      | "Feel Good Time" (featuring William Orbit)                   | 60             | 7              | 9              | 30             | 74             | 16             | 9              | 13             | 17             | 3              | - AUS: ゴールド | Try This                        |
| 2003                                      | "Trouble"                                                    | 68             | 8              | 5              | 2              | —              | 7              | 7              | 10             | 20             | 7              | - AUS: ゴールド | Try This                        |
| 2004                                      | "God Is a DJ"                                                | —              | 24             | 26             | 46             | —              | 44             | 13             | 6              | 30             | 11             | | Try This                        |
| 2004                                      | "Last to Know"                                               | —              | —              | 48             | 31             | —              | 66             | 23             | 22             | —              | 21             | | Try This                        |
| 2006                                      | "Stupid Girls"                                               | 13             | 4              | 3              | 2              | 13             | 5              | 5              | 9              | 7              | 4              | - US: ゴールド - AUS: ゴールド - CAN: ゴールド                                                                              | I'm Not Dead                    |
| 2006                                      | "Who Knew"                                                   | 9              | 2              | 11             | 46             | 24             | 12             | 6              | 35             | 11             | 5              | - US: プラチナ - AUS: プラチナ - CAN: ゴールド - UK: シルバー                                                               | I'm Not Dead                    |
| 2006                                      | "U + Ur Hand"                                                | 9              | 5              | 3              | 31             | 11             | 4              | 13             | 31             | 10             | 10             | - US: プラチナ - AUS: プラチナ - AUT: ゴールド - CAN: ゴールド - GER: ゴールド - UK: シルバー                               | I'm Not Dead                    |
| 2006                                      | "Nobody Knows"                                               | —              | 27             | 21             | —              | 18             | 17             | 27             | 38             | —              | 27             | | I'm Not Dead                    |
| 2006                                      | "Dear Mr. President" (featuring Indigo Girls)                | —              | 5              | 1              | 55             | —              | 3              | —              | 37             | 11             | —              | - AUS: プラチナ - AUT: 3× プラチナ - GER: プラチナ                                                                          | I'm Not Dead                    |
| 2007                                      | "Leave Me Alone (I'm Lonely)"                                | —              | 5              | —              | —              | —              | —              | —              | —              | 5              | 34             | - AUS: ゴールド - NZ: ゴールド                                                                                              | I'm Not Dead                    |
| 2008                                      | "So What"                                                    | 1              | 1              | 1              | 1              | 4              | 1              | 1              | 4              | 1              | 1              | - AUS: 5× プラチナ - AUT: ゴールド - GER: プラチナ - NZ: プラチナ - UK: プラチナ                                            | Funhouse                        |
| 2008                                      | "Sober"                                                      | 15             | 6              | 4              | 8              | —              | 3              | 12             | 3              | 7              | 9              | - AUS: 2× プラチナ - AUT: ゴールド - GER: ゴールド - NZ: ゴールド - UK: シルバー                                            | Funhouse                        |
| 2009                                      | "Please Don't Leave Me"                                      | 17             | 11             | 5              | 8              | —              | 8              | 10             | 19             | 19             | 12             | - AUS: ゴールド - AUT: ゴールド - UK: シルバー                                                                              | Funhouse                        |
| 2009                                      | "Bad Influence"                                              | —              | 6              | 20             | —              | —              | 26             | —              | 13             | 12             | —              | - AUS: ゴールド | Funhouse                        |
| 2009                                      | "Funhouse"                                                   | 44             | 6              | 7              | 21             | 32             | 16             | 26             | 14             | 15             | 29             | - AUS: ゴールド | Funhouse                        |
| 2009                                      | "I Don't Believe You"                                        | 117            | 23             | 15             | 66             | —              | 17             | —              | 23             | —              | 62             | | Funhouse                        |
| 2010                                      | "Glitter in the Air"                                         | 18             | —              | —              | 18             | —              | —              | —              | —              | —              | —              | | Funhouse                        |
| 2010                                      | "Raise Your Glass"                                           | 1              | 1              | 9              | 2              | 37             | 5              | 10             | 4              | 5              | 13             | - AUS: 5× プラチナ - CAN: 4× プラチナ - GER: ゴールド - NZ: プラチナ - UK: ゴールド                                         | Greatest Hits... So Far!!!      |
| 2010                                      | "Fuckin' Perfect"                                            | 2              | 10             | 9              | 2              | 24             | 7              | 15             | 6              | 2              | 10             | - AUS: 2× プラチナ - CAN: 3× プラチナ - NZ: プラチナ - UK: ゴールド                                                         | Greatest Hits... So Far!!!      |
| 2011                                      | "Bridge of Light"                                            | —              | 26             | 7              | —              | —              | 8              | —              | —              | —              | —              | - AUS: ゴールド - GER: ゴールド                                                                                             | Happy Feet Two                  |
| 2012                                      | "Blow Me (One Last Kiss)"                                    | 5              | 1              | 14             | 4              | 22             | 10             | 11             | 14             | 8              | 3              | - AUS: 3× プラチナ - CAN: 3× プラチナ - NZ: プラチナ - UK: シルバー                                                         | The Truth About Love            |
| 2012                                      | "Try"                                                        | 9              | 6              | 3              | 4              | 15             | 2              | 12             | 23             | 7              | 8              | - AUS: 4× プラチナ - AUT: ゴールド - CAN: 4× プラチナ - GER: プラチナ - NZ: プラチナ - UK: ゴールド                         | The Truth About Love            |
| 2013                                      | "Just Give Me a Reason" (featuring Nate Ruess)               | 1              | 1              | 1              | 1              | 4              | 1              | 1              | 1              | 1              | 2              | - US: 4× プラチナ - AUS: 6× プラチナ - AUT: ゴールド - CAN: 6× プラチナ - GER: 3× ゴールド - NZ: 3× プラチナ - UK: プラチナ | The Truth About Love            |
| 2013                                      | "True Love" (featuring Lily Allen)                           | 53             | 5              | 30             | 20             | 52             | 43             | 23             | 19             | 14             | 16             | - AUS: 2× プラチナ - CAN: プラチナ - NZ: ゴールド - UK: シルバー                                                            | The Truth About Love            |
| 2013                                      | "Walk of Shame"                                              | —              | 60             | —              | —              | —              | —              | —              | —              | —              | —              | | The Truth About Love            |
| 2015                                      | "Today's the Day"                                            | —              | 11             | 53             | 42             | 69             | 76             | —              | 37             | —              | —              | - AUS: ゴールド | なし                            |
| 2016                                      | "Just Like Fire"                                             | 10             | 1              | 16             | 11             | 37             | 21             | 23             | 22             | 11             | 19             | - US: プラチナ - AUS: 3×プラチナ - NZ: ゴールド - CAN: プラチナ - UK: シルバー                                              | Alice Through the Looking Glass |
| 2016                                      | "Setting the World on Fire" (with Kenny Chesney)             | 29             | 26             | —              | 48             | —              | —              | —              | —              | —              | —              | - US: プラチナ - AUS: ゴールド - CAN: プラチナ                                                                              | Cosmic Hallelujah               |
| 2017                                      | "What About Us"                                              | 13             | 1              | 3              | 6              | 2              | 3              | 5              | 1              | 9              | 3              | - AUS: プラチナ - NZ: ゴールド - UK: ゴールド                                                                               | Beautiful Trauma                |
| 2017                                      | "Revenge"                                                    | —              | 21             | 52             | 63             | 95             | 84             | 55             | —              | 30             | 33             | | Beautiful Trauma                |
| "—"は未発売またはチャート圏外を意味する。 |                                                              |                |                |                |                |                |                |                |                |                |                | |                                 |

### DVD
- P!nk: Live in Europe (2006)
3rdアルバム『Try This』のヨーロッパ・ツアーを収録。
- Live from Wembley Arena, London, England (2007)
イギリスのウェンブリー・アリーナでのライブ映像を収録。
- Funhouse Tour: Live In Australia (2009)
『Funhouse』ライブツアーのシドニーでの公演を収録。日本盤未発売。
- Greatest Hits... So Far!!! (2011)
ファーストシングル『There You Go』から『Fuckin' Perfect』までのシングルのミュージックビデオを収録。
- The Truth About Love Tour: Live from Melbourne (2013)
『The Truth About Love』ライブツアーのメルボルンでのライブ映像を収録。

### その他
- Lady Marmalade (2001)
映画『ムーラン・ルージュ』のサウンドトラックにも収録されているシングル。詳しくは#デビュー以後参照。
- P!nk Box (2007)
アルバム『M!ssundaztood』、『Try This』、『I'm Not Dead』とDVD『Live in Europe』を収録したボックス。
- Pink 4 CD Boxset (2009)
1stアルバム『Can't Take Me Home』から4thアルバム『I'm Not Dead』までのアルバムを収録。
- Funhouse Tour Live in Australia
自身初のライブアルバム。ライブDVD『Live in Australia』とは収録曲が異なる。

## ツアー
- Party Tour (2002)
全54公演。日本では大阪厚生年金会館、東京国際フォーラム、渋谷公会堂（当時）の3公演を行った。
- Try This Tour (2004)
全69公演。
- I'm Not Dead Tour (2006-2007)
全160公演。
- Funhouse Tour (2009)
全156公演。
- Funhouse Summer Carnival Tour (2010)
全34公演。
- The Truth About Love Tour (2013-2014)
全142公演。自己最高となる211億円の興業収入を記録。

## 映画
2003年に、映画『チャーリーズ・エンジェル フルスロットル』のサントラに、主題歌「フィール・グッド・タイム」を提供した際、モトクロス・チェイスのアクションシーンに黒髪、黒い衣装で特別出演した。
2007年には、映画『カタコンベ』に、主人公の姉、キャロリン役で出演。
他にも、ジャニス・ジョプリンの伝記映画、『The Gospel According To Jani』のオーディションに参加し、主役の最有力候補として世間を賑わせたが、自ら「スケジュールが合わない」という理由で、主演獲得レースから身を引いた。
2006年の映画『ハッピー フィート』（原題: Happy Feet）の続編、『ハッピー フィート2 踊るペンギンレスキュー隊』（2011年）では、前作の ブリタニー・マーフィに代わって、グロリアの歌声を担当した。